# Кулябкино
Кулябкино (укр. Кулябкине) — село,
Вишнёвский поселковый совет,
Пятихатский район,
Днепропетровская область,
Украина.
Код КОАТУУ — 1224555301. Население по переписи 2001 года составляло 44 человека.

## Географическое положение
Село Кулябкино находится в 2-х км от пгт Вишнёвое и 5-ти км от г. Вольногорска.
По селу протекает пересыхающий ручей.
Рядом проходит железная дорога, станция Эрастовка в 3-х км.